# X-Madrid
X-Madrid ist ein Einkaufs- und Freizeitzentrum in der spanischen Stadt Alcorcón im Großraum von Madrid. Eigentümer ist Merlin Properties.
Auf 47.170 m² und drei Etagen verfügt X-Madrid über Flächen für den Einkauf, Sport, Restaurants und Freizeiterlebnisse. Darunter sind:
- Callejón Madriagón (Harry-Potter-Welt)
- Citywave (Surfbecken)
- Climbat (Kletterwand)
- Ongravity (verschiedene Indoor- und Outdoor-Freestyle-Disziplinen)
- Marepolis (Freizeitbad mit Schwerpunkt Tauchen)
- Kinokomplex mit 24 Sälen
- Fitness Park
- Ozone (Bowling)
- The X-Door (Escape Room)

## Gebäude
Das Einkaufszentrum wurde 2017 bis 2019 nach Plänen des 1992 gegründeten Architekturbüros B+R Arquitectos Asociados gebaut.
Ein Blickfang ist die Kuppel aus weißen, gespannten Stoff im Eingangsbereich. Sie hat einen Durchmesser von etwa 70 Metern und eine Höhe von 26 Metern.